# 邵大倫
邵大倫（Siō  Tāi-lûn），台灣男歌手、廣播DJ、電視主持人。首位以台語主持獲得廣播金鐘獎最佳流行音樂節目主持人獎之主持人。第29屆金曲獎、第31屆金曲獎、第35屆金曲獎評審。連續獲得第52、53、54、55、56、58、59屆廣播金鐘獎最佳流行音樂節目主持人獎、流行音樂節目獎得獎及入圍肯定。 
第24屆金曲獎、第25屆金曲獎、第34屆金曲獎最佳台語男歌手獎、第14屆金音獎最佳現場演出獎入圍。
唱歌、主持、創作及廣告、戲劇配音、廣播、模仿、脫口秀等，皆是其專長，曾任三立電視節目主持人、年代電視節目主持人、壹電視台語新聞、大愛電視節目主持人、華特迪士尼公司迪士尼頻道兒童節目主持人。
現為公共電視台節目主持人、寶島聯播網電台DJ。

## 生平
2002年~2006年為豐華唱片旗下藝人The wiggles，亦是迪士尼集團兒童律動團體，並在迪士尼公司安排下，前往澳洲集訓，成立了台灣Wiggles。 2003年4月23日正式在台灣發片，推出幼兒影音產品「大家來Wiggles！」，The Wiggles 2 『The Wiggles 的歡樂Party』發片會由卜學亮主持，張小燕親自站台。每週六天帶狀節目在迪士尼頻道播出，四年期間共發行4張兒童教唱專輯，深受小朋友的喜愛。2006年因兵役離團。
2010年參加三立電視三立台灣台歌唱選秀節目《超級紅人榜》因演唱林強〈春風少年兄〉，順利取得衛冕寶座，被評審於比賽中稱其為極具潛力新生代台語搖滾接班人。節目首位闖入地獄車輪戰連續闖關19關選手，但最後20關因感冒加上連續PK六位魔王，連唱12首歌後，聲啞戰敗。現以大輪仔的藝名，於台語流行音樂電台-寶島聯播網擔任DJ。
2017年榮獲第52屆金鐘獎廣播金鐘獎最佳流行音樂節目主持人獎，創下廣播金鐘獎歷年來首位以台語主持獲得流行音樂節目主持人獎紀錄。
2019年、2023年第54屆金鐘獎、第58屆金鐘獎廣播金鐘獎最佳流行音樂節目獎獲獎 。
2023年獨立發行『出一支喙』專輯，入圍第34屆金曲獎最佳台語男歌手獎、最佳單曲製作人獎、第14屆金音獎最佳現場演出獎、
第5屆走鐘獎最佳動畫獎、第1屆金狼獎年度最佳MV獎、最佳製片獎、最佳視覺特效獎、社群名人推薦獎獲獎、2024德國柏林音樂錄影帶大獎(Berlin Music Video Awards）Silver Screening Selection、2024美國全球音樂獎(Global Music Awards) 最佳男歌手獎銅牌、最佳原創創意獎 Bronze Medal: male vocalist、Bronze Medal: creativity/originality。

## 相關歷程
- 1997年自組樂團入圍MTV新聲卡位戰團體組決選，原本電視台欲簽下其樂團組團發片，但因團員準備大學聯考，因而婉拒簽約發片機會。
- 1998年-中廣流行之星優勝
- 2002年~2003年獲選迪士尼頻道兒童節目主持人(The Wiggles Taiwan )前往澳洲集訓
- 2003年~2006年 為迪士尼頻道兒童節目主持人(The Wiggles Taiwan )
- 2006年6月，進入藝工隊的技術組服役，服役的一年多內，完成100多場的燈光音響技術經驗
- 2008年進入寶島新聲廣播電台從事廣播節目主持
- 2008年因罹患紅斑性狼瘡的姊姊發病一度危及生命，邵大倫為姊姊發願戒菸戒酒茹素
- 2010年參加三立電視歌唱比賽超級紅人榜，展開其歌唱生涯，並於2011年2月13日人生故事特輯中演唱破浪人生表達對姊姊的愛
- 2011年4月3日於超級紅人榜歌唱節目闖第19關地獄魔王戰，卻因每日帶狀廣播主持仍繼續及不斷練歌，過度用嗓導致其在最後一關PK六位魔王連唱六首歌後聲啞戰敗
- 2011年4月17日華特國際音樂股份有限公司派代表於超級紅人榜節目中邀邵大倫加入華特國際音樂股份有限公司。
- 2012年正式成為華特國際音樂股份有限公司旗下歌手，成為洪榮宏、黃妃、袁小迪、秀蘭瑪雅、李翊君之師弟
- 2012年10月3日 發行邵大倫首張個人專輯《漂浪的靈魂》
- 2013年5月22日以首張個人專輯《漂浪的靈魂》入圍第24屆金曲獎最佳台語男歌手獎
- 2013年11月5日 發行邵大倫第二張個人專輯《真情》
- 2014年5月20日以第二張個人專輯《真情》入圍第25屆金曲獎最佳台語男歌手獎
- 2014年9月27日 34歲生日當天與相戀多年的DJ女友在台北喜來登飯店結婚,婚禮由台灣民謠大師陳明章擔任證婚人，好友黃乙玲、秀蘭瑪雅、曾心梅、王俊傑皆親自到場祝賀，連好久不見的林強及洪敬堯、龍千玉、翁立友也獻上祝福祝賀
- 2014年9月30日 發行邵大倫第三張個人專輯《回甘》
- 2015年9月17日 發行邵大倫第四張個人專輯《三聲再無奈》
- 2015年9月考取國立臺灣師範大學音樂學院流行音樂產業碩士
- 2016年4月8日起 每週五與秀蘭瑪雅共同主持 大愛電視音樂節目 傳唱年年
- 2016年10月5日 發行邵大倫第五張個人專輯《黑色情歌》
- 2016年12月4日起 每週一至五 加入壹電視台語新聞陣容-台語ㄟ倫轉 主持
- 2017年8月16日 入圍第52屆金鐘獎廣播金鐘獎最佳流行音樂節目主持人獎
- 2017年9月1日國立臺灣師範大學音樂學院流行音樂產業研究所畢業
- 2017年9月23日 榮獲第52屆金鐘獎廣播金鐘獎最佳流行音樂節目主持人獎
- 2018年9月16日 入圍第53屆金鐘獎廣播金鐘獎最佳流行音樂節目主持人獎
- 2019年3月7日起 主持三立電視 美食行腳節目《呷飽未》
- 2019年4月15日起 主持年代電視  綜藝節目《MUCH金點秀》
- 2019年8月21日 入圍第54屆金鐘獎廣播金鐘獎最佳流行音樂節目主持人獎、最佳流行音樂節目獎
- 2019年9月28日 榮獲第54屆金鐘獎廣播金鐘獎最佳最佳流行音樂節目獎
- 2020年2月8日起 主持公共電視-台語台 兒少節目《光榮島轉來》
- 2020年8月19日 入圍第55屆金鐘獎廣播金鐘獎最佳流行音樂節目主持人獎、最佳流行音樂節目獎
- 2021年8月25日 入圍第56屆金鐘獎廣播金鐘獎最佳流行音樂節目主持人獎、最佳流行音樂節目獎
- 2022年7月30日、7月31日兩天，高雄流行音樂中心復刻70年代舞台於高流海音館重返《真愛秀 藍寶石大歌廳》，由張秀卿、邵大倫擔綱主持。歌手陳美鳳、林慧萍、洪榮宏、李翊君、黃妃、龍千玉、蔡小虎、王彩樺、曾心梅、荒山亮、蔡昌憲、謝金晶輪番登場。打造萬人豪華大型歌廳秀，疫情期間票房卻銷售一空，創下高流海音館連兩日萬人滿座盛況。
- 2022年12月30日首次以獨立製作方式發行邵大倫個人專輯《出一支喙》。
- 2023年4月1日2023大港開唱音樂祭演出
- 2023年5月13日、5月14日兩天，高雄流行音樂中心再次復刻70年代舞台於高流海音館重返《真愛秀 藍寶石大歌廳》，由王彩樺、邵大倫擔綱主持。
- 2023年5月16日《出一支喙》專輯入圍第34屆金曲獎最佳台語男歌手獎、最佳單曲製作人獎。
- 2023年9月1日專輯歌曲《變身》MV入圍《第5屆走鐘獎》最佳動畫獎。
- 2023年9月12日入圍《第14屆金音創作獎》最佳現場演出獎。
- 2023年10月14日，獲獎第58屆金鐘獎廣播金鐘獎最佳流行音樂節目獎、最佳流行音樂節目主持人獎入圍。
- 2024年2月21日專輯歌曲《變身》MV獲選《第1屆金狼獎》年度最佳MV獎、最佳製片獎、最佳視覺特效獎入圍、最佳社群名人推薦獎獲獎。
- 2024年4月15日專輯歌曲《變身》MV獲選德國柏林音樂錄影帶大獎(Berlin Music Video Awards）Silver Screening Selection
- 2024年6月28日專輯歌曲《變身》MV獲選美國全球音樂獎最佳男歌手獎銅牌、最佳創意原創獎銅牌(Global Music Awards）• Bronze Medal: male vocalist、 Bronze Medal: creativity/originality。

## 獎項記錄

### 廣播金鐘獎
| 年份   | 頒獎典禮         | 獎項                     | 提名項目   | 結果 |
| ------ | ---------------- | ------------------------ | ---------- | ---- |
| 2017年 | 第52屆廣播金鐘獎 | 最佳流行音樂節目主持人獎 | 邵大倫     | 獲獎 |
| 2018年 | 第53屆廣播金鐘獎 | 最佳流行音樂節目主持人獎 | 邵大倫     | 提名 |
| 2019年 | 第54屆廣播金鐘獎 | 最佳流行音樂節目獎       | 寶島真無閒 | 獲獎 |
| 2019年 | 第54屆廣播金鐘獎 | 最佳流行音樂節目主持人獎 | 邵大倫     | 提名 |
| 2020年 | 第55屆廣播金鐘獎 | 最佳流行音樂節目獎       | 寶島真無閒 | 提名 |
| 2020年 | 第55屆廣播金鐘獎 | 最佳流行音樂節目主持人獎 | 邵大倫     | 提名 |
| 2021年 | 第56屆廣播金鐘獎 | 最佳流行音樂節目獎       | 音樂大輪轉 | 提名 |
| 2021年 | 第56屆廣播金鐘獎 | 最佳流行音樂節目主持人獎 | 邵大倫     | 提名 |
| 2023年 | 第58屆廣播金鐘獎 | 最佳流行音樂節目主持人獎 | 邵大倫     | 提名 |
| 2023年 | 第58屆廣播金鐘獎 | 最佳流行音樂節目獎       | 音樂大輪轉 | 獲獎 |
| 2024年 | 第59屆廣播金鐘獎 | 最佳流行音樂節目主持人獎 | 邵大倫     | 提名 |

### 金曲獎
| 年份   | 頒獎         | 獎項             | 結果 | 作品                                     |
| 2013年 | 第24屆金曲獎 | 最佳台語男歌手獎 | 提名 | 《漂浪的靈魂》／華特國際音樂股份有限公司 |
| 2014年 | 第25屆金曲獎 | 最佳台語男歌手獎 | 提名 | 《真情》／華特國際音樂股份有限公司       |
| 2023年 | 第34屆金曲獎 | 最佳台語男歌手獎 | 提名 | 《出一支喙》／這虎音樂有限公司           |
| 2023年 | 第34屆金曲獎 | 最佳單曲製作人獎 | 提名 | 陳建瑋〈變身〉／這虎音樂有限公司         |

### 金音創作獎
| 年份   | 頒獎             | 獎項           | 結果 | 作品                           |
| 2023年 | 第14屆金音創作獎 | 最佳現場演出獎 | 提名 | 《邵大倫《變身》2023大港開唱》 |

### 走鐘獎
| 年份   | 頒獎        | 獎項       | 結果 | 作品                  |
| 2023年 | 第5屆走鐘獎 | 最佳動畫獎 | 提名 | 邵大倫【變身HENSHIN】 |

### 金狼獎
| 年份   | 頒獎        | 獎項           | 結果 | 作品                  |
| 2024年 | 第1屆金狼獎 | 年度最佳MV獎   | 提名 | 邵大倫【變身HENSHIN】 |
| 2024年 | 第1屆金狼獎 | 最佳製片獎     | 提名 | 邵大倫【變身HENSHIN】 |
| 2024年 | 第1屆金狼獎 | 最佳視覺特效獎 | 提名 | 邵大倫【變身HENSHIN】 |
| 2024年 | 第1屆金狼獎 | 社群名人推薦獎 | 獲獎 | 邵大倫【變身HENSHIN】 |

### 傑出校友
| 年份   | 典禮名稱                           | 獎項           | 單位             | 結果 |
| ------ | ---------------------------------- | -------------- | ---------------- | ---- |
| 2015年 | 國立台灣藝術大學60周年傑出校友楷模 | 第44屆傑出校友 | 國立台灣藝術大學 | 獲獎 |

## 主持作品

### 電視節目主持
| 年份          | 頻道             | 節目                  | 附註                                                | 節目首集日      | 播出時間                                           |
| ------------- | ---------------- | --------------------- | --------------------------------------------------- | --------------- | -------------------------------------------------- |
| 2025年        | 台視主頻         | GMA Heat榮耀金曲36    | 第36屆金曲獎頒獎典禮得獎直擊節目                    | 2025年7月12日   | 17：00-18：00                                      |
| 2025年        | 公視台語台、華視 | 《行！ 鬥陣出國去！》 | 搭檔詹姆士、黃鐙輝、孫淑媚、黃姵嘉、籃籃主持        | 2025年5月17日   | 公視台語台每週六20:00-22:00、華視每週日20:00-22:00 |
| 2025年        | 公視台語台CH14台 | 來去恁兜洗魂舒        | 搭檔 邰智源共同主持                                 | 2025年2月15日   | 每週六20:00-22:00                                  |
| 2024年-2025年 | 三立都會台       | 呷飽未                | 搭檔 菜子 共同主持                                  | 2024年1月1日    | 17:00-18:00                                        |
| 2024年        | 台視主頻         | GMA Heat榮耀金曲35    | 第35屆金曲獎頒獎典禮得獎直擊節目                    | 2024年7月13日   | 17：30-18：30                                      |
| 2022年        | 公視台語台CH14台 | 食老哺塗豆            | 搭檔女主持人為許琡婷                                | 2022年8月8日    | 每週一到三10:30~11:00                              |
| 2020年        | 公視台語台CH14台 | 光榮島轉來            | 搭檔女主持人為楊小黎                                | 2020年2月8日    | 每週六18:00~19:00 /每周日11:00-12:00重播           |
| 2019年~2020年 | 年代MUCH台CH38台 | MUCH金點秀            | 搭檔女主持人為張秀卿                                | 2019年4月15日   | 每週一至週五21:00~22:00                            |
| 2019年~2022年 | 三立電視CH29台   | 呷飽未                | 搭檔女主持人為菜子                                  | 3月7日          | 每週四22:30~23:30                                  |
| 2018年        | 三立電視CH29台   | 青春好7淘             | 女主持人為菜子                                      |                 | 每週四22:30~23:30                                  |
| 2016年~2017年 | 壹電視CH49台     | 台語新聞              | 台語ㄟ輪轉                                          | 2016年12月5日起 | 每週一~週五17:00~18:00                             |
| 2016年~2017年 | 大愛電視CH09台   | 傳唱年年              | 第一代女主持為秀蘭瑪雅 第二代女主持為曹雅雯及林姿吟 | 2016年4月8日起  | 每週五21:30~22:00                                  |
| 2002年~2006年 | 迪士尼頻道CH22台 | The wiggles           | 2002年~2006年                                       | 2002年~2006年   | 每週一~六06:30~07:00                               |

### 廣播節目主持
- 《大倫有大量》：每週日於Podcast、Firstory、Apple podcast、Spotify、KKBOX、Google Podcast播出
- 《音樂大輪轉》：每週六早上9點到11點、每週日晚間7點到9點於寶島聯播網播出
- 《寶島真無閒》：每週一至每週五早上9點到11點於寶島聯播網播出
- 《寶島來轟趴》：每週一至每週六晚間9點到10點於寶島聯播網播出 (已停播)

### 頒獎典禮主持
| 年份   | 節目                                     | 性質   | 頻道       | 備註                   |
| ------ | ---------------------------------------- | ------ | ---------- | ---------------------- |
| 2024年 | 第21屆臺灣原創流行音樂大獎決賽暨頒獎典禮 | 主持人 | 公視       | 搭檔徐哲緯、高蕾雅主持 |
| 2024年 | 第24屆金視獎頒獎典禮                     | 主持人 |            |                        |
| 2024年 | 第35屆金曲獎頒獎典禮 幕後得獎直擊節目    | 主持人 | 台灣電視台 | 榮耀金曲35節目主持     |
| 2023年 | 第19屆臺灣原創流行音樂大獎決賽暨頒獎典禮 | 主持人 | 公視       | 搭檔徐哲緯、高蕾雅主持 |
| 2023年 | 第58屆廣播金鐘獎頒獎典禮                 | 主持人 | 三立都會台 | 搭檔吳奕蓉主持         |
| 2022年 | 第57屆廣播金鐘獎頒獎典禮                 | 主持人 | 三立都會台 | 搭檔陳明珠主持         |
| 2022年 | 第19屆臺灣原創流行音樂大獎決賽暨頒獎典禮 | 主持人 | 公視       | 搭檔徐哲緯、高蕾雅主持 |
| 2022年 | 第8屆閩客語文學獎頒獎典禮                | 主持人 |            |                        |
| 2021年 | 第18屆臺灣原創流行音樂大獎決賽暨頒獎典禮 | 主持人 | 公視       | 搭檔徐哲緯、高蕾雅主持 |
| 2021年 | 金安獎頒獎典禮                           | 主持人 |            |                        |
| 2020年 | 第17屆臺灣原創流行音樂大獎決賽暨頒獎典禮 | 主持人 | 公視       | 搭檔徐哲緯、高蕾雅主持 |
| 2020年 | 體育署體育推手獎頒獎典禮                 | 主持人 |            |                        |
| 2020年 | 教育部第68屆全國美獎頒獎典禮             | 主持人 |            |                        |
| 2019年 | 教育部第68屆全國美獎頒獎典禮             | 主持人 |            |                        |
| 2018年 | 第25屆全國績優文化志工獎頒獎典禮         | 主持人 |            |                        |
| 2018年 | 教育部第4屆閩客語文學獎頒獎典禮          | 主持人 |            |                        |
| 2017年 | 交通部卓越公共工程獎頒獎典禮             | 主持人 |            |                        |
| 2017年 | 內政部宗教團體表揚大會頒獎典禮           | 主持人 |            |                        |
| 2017年 | 第28屆傳藝金曲獎入圍公布記者會           | 主持人 |            |                        |
| 2016年 | 教育部閩客語文學獎頒獎典禮               | 主持人 |            |                        |
| 2016年 | 本土語言傑出貢獻獎頒獎典禮               | 主持人 |            |                        |

## 其他獎項得獎記錄
- 2021 第56屆金鐘獎廣播金鐘獎最佳流行音樂節目獎 入圍
- 2021 第56屆金鐘獎廣播金鐘獎最佳流行音樂節目主持人獎 入圍
- 2020 第55屆金鐘獎廣播金鐘獎最佳流行音樂節目獎 入圍
- 2020 第55屆金鐘獎廣播金鐘獎最佳流行音樂節目主持人獎 入圍
- 2019 第54屆金鐘獎廣播金鐘獎最佳流行音樂節目獎 獲獎
- 2019 第54屆金鐘獎廣播金鐘獎最佳流行音樂節目主持人獎 入圍
- 2018 第53屆金鐘獎廣播金鐘獎最佳流行音樂節目主持人獎 入圍
- 2017 第52屆金鐘獎廣播金鐘獎最佳流行音樂節目主持人獎 獲獎
- 2016 世界螢火蟲日－螢火蟲之歌詞曲創作大賽 佳作
- 2015 新北市創意廣播徵選-台語廣播 第二名/華語廣播 優勝
- 2014 第25屆金曲獎最佳台語男歌手獎入圍
- 2013 第24屆金曲獎最佳台語男歌手獎入圍
- 2013 臺灣原創流行音樂大獎-河洛語組- 參獎
- 2012 Myfone 行動創作獎 原創歌曲鈴聲組 三獎
- 2011 臺灣原創流行音樂大獎-河洛語組-佳作演唱
- 2011 電信應用大獎音樂創作比賽-最佳人氣獎
- 2010 海峽兩岸閩南語歌唱大賽-台灣冠軍
- 2010 正聲廣播閃亮之星歌唱大賽-全國冠軍
- 1997 中廣流行之星優勝
- MTV新聲卡位戰
- 全國大專盃歌唱比賽-全國冠軍
- 臺北市高中職海闊天空歌唱大賽-北區冠軍
- 時報廣告金犢獎-廣播類組決選入選

## 音樂作品

### 台語專輯
| 作品名稱       | 發行日期       | 唱片公司     | 曲目 | 備註 |
| -------------- | -------------- | ------------ | --- | --- |
| 《漂浪的靈魂》 | 2012年10月3日  | 華特國際音樂 | 曲目 1. 漂浪的靈魂(三立八點檔連續劇《牽手》2012.10.片尾金曲MV) 2. 已經受傷 3. 算了吧 4. 手段 5. 舊情也難忘(張文綺合唱) 6. 人情味 - 邵大倫個人創作 7. 笑笑擔輸贏 8. 無聊男性 9. 苦酒沉甕底 10. 雨中花 - 邵大倫個人創作                                  | *入圍2013年第24屆金曲獎 最佳台語男歌手獎。 |
| 《真情》       | 2013年11月5日  | 華特國際音樂 | 曲目 1. 小手拉小手- 邵大倫個人創作 2. 真情看攏無- 邵大倫個人創作 3. 永遠再會 4. 進攻退守 5. 等你返來 6. 你返來的彼一暝-(三立八點檔連續劇《天下女人心》《世間情》2013.主題曲) 7. 阿哥哥之戀 8. 心內的故事 9. LaLa - 邵大倫個人創作 10. 終於放手         | *入圍2014年第25屆金曲獎最佳台語男歌手獎。 |
| 《回甘》       | 2014年9月30日  | 華特國際音樂 | 曲目 1. 回甘- 邵大倫個人創作(三立八點檔連續劇《世間情》2014.10.片尾金曲MV) 2. 人生的太陽 3. 為著返來這-邵大倫個人創作-臺灣原創流行音樂大獎得獎作品 4. 古意的尪-邵大倫個人創作 5. 家書 6. 懷念的公路 7. 上美的星 8. 這一生 9. 不敢唱的情歌 10. 沙啞(國) | *中華音樂人協會年度十大專輯獎 *年度十大單曲獎第三季推薦名單之一 |
| 《三聲再無奈》 | 2015年9月17日  | 華特國際音樂 | 曲目 1. 三聲再無奈- 邵大倫個人創作 2. 嘩聲啦-邵大倫個人創作(三立台灣尚青節目主題曲《戲說臺灣》片頭曲) 3. LINE-邵大倫個人創作 4. 脫線-邵大倫個人創作 5. 一蕊花 6. 無你的代誌 7. 阿水兄 8. 夢中的故鄉 9. 傷心的歌 10. 寂寞宣言(國)                       | * 台灣民謠大師陳明章、台語天后黃乙玲聯名推薦 |
| 《黑色情歌》   | 2016年10月5日  | 華特國際音樂 | 曲目 1. 17歲彼一工-邵大倫詞曲創作 2. 再會啦寂寞- (三立《戲說臺灣》片頭曲) 3. 你置外遠-邵大倫個人創作 4. 最後的紀念-邵大倫個人創作 5. 舉枷-邵大倫詞曲創作 6. 癡情的我 7. 不認輸 8. 奇蹟 9. 溫柔陷阱 10. 再重來一次(國)-邵大倫詞曲創作                   | * |
| 《出一支喙》   | 2022年12月23日 | 這虎音樂     | 曲目 1. 變身 2. 出一支喙 3. 你敢知影啥物叫做啦啦啦 4. 噗仔聲催落 5. 安定的心肝 6. 兩个月娘 7. 食飽未 8. 來相褒 9. 八音之歌 10. 無聲嘛感謝 | - 第34屆《金曲獎》最佳台語男歌手獎、最佳單曲製作人獎入圍 - 第14屆《金音獎》最佳現場演出獎入圍 - 第5屆《走鐘獎》最佳動畫獎入圍 - 第1屆《金狼獎》年度最佳MV獎、最佳製片獎、最佳視覺特效獎入圍 |

### 收錄在其它藝人專輯中的演唱歌曲
| 年份         | 合作歌手 | 專輯名稱                      | 歌曲         | 語言 | 發行公司                 |
| ------------ | -------- | ----------------------------- | ------------ | ---- | ------------------------ |
| 2022年7月    | 陳明章   | 陳明章人生舞台-新黑貓歌劇團   | 淡水風雲     | 台語 | 陳明章音樂工作室         |
| 2018年8月    | 陳明章   | 陳明章音樂劇首部曲-再會吧北投 | 酒家菜       | 台語 | 陳明章音樂工作室         |
| 2015年7月    | 秀蘭瑪雅 | 天頂星                        | 你是我的寶貝 | 台語 | 華特國際音樂股份有限公司 |
| 2014年7月8日 | 黃妃     | 水水水                        | 溫暖的所在   | 台語 | 華特國際音樂股份有限公司 |
| 2014年6月    | 邱云子   | 心頭石                        | 傷心小雨     | 台語 | 華特國際音樂股份有限公司 |
| 2012年7月3日 | 秀蘭瑪雅 | 第三月台                      | 傷心酒館     | 台語 | 華特國際音樂股份有限公司 |
| 2012年4月3日 | 黃妃     | 飛啊飛                        | 可愛的冤仇人 | 台語 | 華特國際音樂股份有限公司 |
| 2012年4月3日 | 鄧妙華   | 作陣飛                        | 作陣飛       | 台語 | 華特國際音樂股份有限公司 |

- 2012年3月26日－2012年4月17日中視八點檔 龍巡天下 片尾曲: 借過 主唱

### 收錄在其它歌手專輯中的詞曲創作
| 年份           | 合作歌手      | 專輯名稱   | 歌曲         | 語言 | 發行公司                 |
| -------------- | ------------- | ---------- | ------------ | ---- | ------------------------ |
| 2021年12月31日 | 張涵雅        | 下半場     | 聽某喙大富貴 | 台語 | 好痛音樂事業有限公司     |
| 2017年12月29日 | 張涵雅        | 望Look up  | 搖           | 台語 | 好痛音樂事業有限公司     |
| 2017年12月29日 | 張涵雅        | 望Look up  | 風吹的孤單   | 台語 | 好痛音樂事業有限公司     |
| 2017年12月29日 | 張涵雅        | 望Look up  | 滿滿         | 台語 | 好痛音樂事業有限公司     |
| 2017年12月29日 | 張涵雅        | 望Look up  | 捙拼心頭肉   | 台語 | 好痛音樂事業有限公司     |
| 2016年7月14日  | 黃文星        | 越走越勇   | 你是阮的星   | 台語 | 華特國際音樂股份有限公司 |
| 2015年9月17日  | 許富凱        | 少年夢     | 鴨霸情歌     | 台語 | 華特國際音樂股份有限公司 |
| 2007年2月3日   | 何潤東 張娜拉 | 好想對你說 | 好想對你說   | 華語 | 豐華唱片                 |

## 演唱會

### 個人演唱會
| 演 唱 日 期    | 演 唱 會 名 稱                                | 演唱會曲目" | 演 唱 會 地 點 |
| -------------- | --------------------------------------------- | ----------- | -------------- |
| 2015年3月14日  | 邵大倫&王俊傑- 地靈倫傑說唱絃談演唱會         |             | 女巫店         |
| 2014年4月12日  | 邵大倫&王俊傑- 地靈倫傑說唱絃談演唱會         |             | 女巫店         |
| 2012年12月16日 | 邵大倫漂浪的靈魂專輯慶功Unplegged不插電演唱會 |             | 文水藝文中心   |

## 電視節目
| 播 出 日 期   | 電 視 頻 道 | 節 目 名 稱        | 主持人&來賓                               | 備 註 |
| ------------- | ----------- | ------------------ | ----------------------------------------- | ----- |
| 2016年3月19日 | TVBS        | 全球中文音樂榜上榜 | 黃子佼、廖文強、邵大倫、荒山亮            |       |
| 2016年3月8日  | 中天綜合台  | 大學生了沒         | 陶晶瑩&阿KEN、納豆、邵大倫                |       |
| 2016年2月27日 | 公視        | 音樂萬萬歲         | 黃韻玲&林俊逸、蔡佳麟、邵大倫             |       |
| 2016年2月27日 | 大愛        | 音樂有愛           | 殷正洋&李文媛、邵大倫                     |       |
| 2016年2月6日  | 民視        | 明日之星           | 胡瓜&小鐘、許富凱、蔡佳麟、曾瑋中、曹雅雯 |       |
| 2016年1月23日 | 公視        | 音樂萬萬歲         | 黃韻玲&林俊逸、黃妃、邵大倫、吳淑敏       |       |

| 播 出 日 期    | 電 視 頻 道 | 節 目 名 稱 | 主持人&來賓                                 | 備 註 |
| -------------- | ----------- | ----------- | ------------------------------------------- | ----- |
| 2015年12月13日 | 民視        | 三星報囍    | 余天&侯怡君、賴銘偉、邵大倫、張文琦         |       |
| 2015年11月21日 | 三立        | 超級夜總會  | 澎恰恰&許效舜、邵大倫、苗可麗、許志豪       |       |
| 2015年11月15日 | 中天        | 雅典娜轟趴  | 阿雅&陳漢典、納豆、邵大倫、鯰魚哥、山豬     |       |
| 2015年10月31日 | 八大        | 台灣好歌聲  | 賀一航&孫淑媚、陳怡婷、邵大倫               |       |
| 2015年9月27日  | 中視        | 萬秀豬王    | 豬哥亮&陳亞蘭、于美人、邵大倫、許志豪       |       |
| 2016年5月9日   | 民視        | 明日之星    | 胡瓜&小鐘、許富凱、蔡佳麟、曾瑋中、曹雅雯   |       |
| 2015年4月7日   | 年代        | 今晚誰當家  | 謝震武&柏楊、劉駿耀、邵大倫、孔祥瑜、       |       |
| 2015年3月14日  | 民視        | 舞力全開    | JR&侯怡君、吳申梅、邵大倫                   |       |
| 2015年3月1日   | 民視        | 三星報囍    | 余天&侯怡君、張秀卿、邵大倫、陳為民、梁一貞 |       |
| 2015年2月7日   | 八大        | 台灣好歌聲  | 賀一航&孫淑媚、龍千玉、邵大倫、楊靜         |       |
| 2015年1月20日  | 年代        | 今晚誰當家  | 謝震武&陳霆、王惠五、邵大倫、許志豪         |       |

| 播 出 日 期    | 電 視 頻 道 | 節 目 名 稱          | 主持人&來賓                                                                     | 備 註                    |
| -------------- | ----------- | -------------------- | ------------------------------------------------------------------------------- | ------------------------ |
| 2014年12月28日 | 民視        | 三星報囍             | 余天&侯怡君、郭子乾、邵大倫、林俊逸、方寧                                       |                          |
| 2014年12月27日 | 三立        | 超級夜總會           | 澎恰恰&許效舜、康康、邵大倫、苗可麗、唐林                                       |                          |
| 2014年12月16日 | 衛視        | 歡樂智多星           | 胡瓜&邵大倫                                                                     |                          |
| 2014年11月26日 | 年代        | 今晚誰當家           | 謝震武&陳為民、唐林、陳子強、邵大倫、高群                                       |                          |
| 2014年11月15日 | 民視        | 明日之星             | 胡瓜&小鐘、許富凱、蔡佳麟、曾瑋中、曹雅雯                                       |                          |
| 2014年10月25日 | 八大        | 台灣好歌聲           | 賀一航&孫淑媚、邵大倫、葉諾帆                                                   | 王識賢特輯               |
| 2014年10月18日 | 民視        | 三星報囍             | 余天&侯怡君、大芭                                                               |                          |
| 2014年9月27日  | 八大        | 台灣好歌聲           | 賀一航&孫淑媚、許富凱、邵大倫                                                   | 文夏特輯                 |
| 2014年8月2日   | 民視        | 明日之星             | 胡瓜&小鐘、許富凱、蔡佳麟、陳怡婷、曹雅雯                                       | 情人節特輯               |
| 2014年6月28日  | 台視        | 第25屆金曲獎頒獎典禮 | 哈林、所有入圍者                                                                | 金曲獎                   |
| 2014年6月24日  | 台視        | 金曲速報最強音       | 黃子佼、許富凱、阿吉仔、蔡榮祖、趙之壁、左光平                                  | 金曲獎最佳台語男歌手特輯 |
| 2014年6月22日  | 八大        | 台灣好歌聲           | 賀一航&孫淑媚、許富凱、陳建瑋                                                   | 金曲獎特輯               |
| 2014年6月21日  | 民視        | 三星報囍             | 余天&侯怡君、許富凱、荒山亮、郭子乾、詹惟中                                     | 金曲獎特輯               |
| 2014年5月26日  | 超視        | 歡樂智多星           | 胡瓜、宋銘、齊軒                                                                | 電台DJ特輯               |
| 2014年5月10日  | 民視        | 明日之星             | 胡瓜&小鐘、許富凱、蔡佳麟、陳怡婷、曹雅雯                                       | 母親節特輯               |
| 2014年5月10日  | 中視        | 超級歌喉讚           | 康康&黃嘉千、張心傑、鄭心慈、黃文星、吳亦帆、楊哲、賴銘偉                       | 擔任評審                 |
| 2014年5月3日   | 中視        | 超級歌喉讚           | 康康&黃嘉千、吳勇濱、陳佩潔、楊哲、吳亦帆、薛佩潔、民雄                         | 擔任評審                 |
| 2014年4月26日  | 中視        | 超級歌喉讚           | 康康&黃嘉千、張心傑、吳申梅、符瓊音、吳亦帆、秀蘭瑪雅、卓義峯                   | 擔任評審                 |
| 2014年4月19日  | 中視        | 超級歌喉讚           | 康康&黃嘉千、鄭進一、吳申梅、秀蘭瑪雅、吳亦帆、張心傑、卓義峯                   | 擔任評審                 |
| 2014年4月12日  | 中視        | 超級歌喉讚           | 康康&黃嘉千、吳申梅、暉倪、吳亦帆、楊哲、民雄、張心傑、卓義峯、安伯政           | 擔任評審                 |
| 2014年4月6日   | 中視        | 最強大國民           | 曾國城&selina、LOLLIPOP、邵大倫、張立東、林采堤、大愷、黃保舜                   | 與張立東合作短劇脫口秀   |
| 2014年4月5日   | 中視        | 超級歌喉讚           | 康康&黃嘉千、鄭進一、吳申梅、張涵雅、符瓊音、貝兒、民雄、張心傑、卓義峯、曾治豪 | 擔任評審                 |
| 2014年3月29日  | 中視        | 超級歌喉讚           | 康康&黃嘉千、鄭進一、卓義峯、黃中原、符瓊音、張心傑                             | 擔任評審                 |
| 2014年3月22日  | 中視        | 超級歌喉讚           | 康康&黃嘉千、鄭進一、卓義峯、符瓊音、張心傑、黃中原                             | 擔任評審                 |
| 2014年3月15日  | 中視        | 超級歌喉讚           | 康康&黃嘉千、鄭進一、符瓊音、張心傑、卓義峯、黃中原                             | 擔任評審                 |
| 2014年3月8日   | 中視        | 超級歌喉讚           | 康康&黃嘉千、鄭進一、洪便當、徐哲緯、卓義峯、黃中原                             | 擔任評審                 |
| 2014年3月1日   | 中視        | 超級歌喉讚           | 康康&黃嘉千、鄭進一、洪便當、鄭心慈、黃中原、昊恩                               | 擔任評審                 |
| 2014年3月1日   | 三立台灣台  | 超級夜總會           | 澎恰恰&許效舜、林俊吉、吳申梅、江志豐、葉勝欽、邵大倫                           | 嘉義玉皇宮特輯           |
| 2014年2月22日  | 民視        | 三星報囍             | 余天&郭子乾&侯怡君、李翊君、邵大倫、陳隨意                                      |                          |
| 2014年2月22日  | 中視        | 超級歌喉讚           | 康康&黃嘉千、洪便當、鄭進一、鄭心慈、黃中原、昊恩                               | 擔任評審                 |
| 2014年2月15日  | 中視        | 超級歌喉讚           | 康康&黃嘉千、向蕙玲、澎恰恰、賴淞鳳、卓義峯、吳俊宏                             | 擔任評審                 |
| 2014年2月8日   | 中視        | 超級歌喉讚           | 康康&黃嘉千、Juby、賴淞鳳、陳致遠、曾治豪、江惠儀                               | 擔任評審                 |
| 2014年1月25日  | 中視        | 超級歌喉讚           | 康康&黃嘉千、符瓊音、李婭莎、黃莉、蘇振華、昊恩                                 | 擔任評審                 |
| 2014年1月11日  | 中視        | 超級歌喉讚           | 康康&黃嘉千、北原山貓、芭比、王中皇、王雅婷、林雨宣                             | 擔任評審                 |
| 2014年1月4日   | 中視        | 超級歌喉讚           | 康康&黃嘉千、羅文裕、葉勝欽、張棋惠&黃冠龍、紀乃菡、林鴻鳴                      | 擔任評審                 |

| 播 出 日 期       | 電 視 頻 道                | 節 目 名 稱                    | 主持人&來賓                                                   | 備 註                                                                 |
| ----------------- | -------------------------- | ------------------------------ | ------------------------------------------------------------- | --------------------------------------------------------------------- |
| 2013年12月28日    | 中視                       | 超級歌喉讚                     | 康康&黃嘉千、張又天、吳亦帆、小馬、吳佩珊、丁衣凡             | 擔任評審                                                              |
| 2013年12月21日    | 中視                       | 超級歌喉讚                     | 康康&黃嘉千、張涵雅、許志豪、小鐘、黎卉淇、簡語卉             | 擔任評審                                                              |
| 2013年12月21日    | 民視                       | 明日之星                       | 胡瓜&小鐘、許富凱、蔡佳麟、陳怡婷、曹雅雯                     | 明日特輯交流賽                                                        |
| 2013年12月17日    | 民視                       | 美鳳有約                       | 陳美鳳                                                        | 現場烹煮素食料理                                                      |
| 2013年12月8日     | 台視                       | 我要當歌手                     | 張小燕&黃子佼、王治平、小蟲、SUMMER                           | K歌之王單元 演唱追追追                                                |
| 2013年12月7日     | 中視                       | 超級歌喉讚                     | 康康&黃嘉千、黎沸輝、張秀卿、朱海君                           | 擔任評審                                                              |
| 2013年12月4日     | 中天綜合台                 | 康熙來了                       | 徐熙娣&蔡康永、陳漢典、蕭閎仁、紀佳松、蔣卓嘉、DENNIS         | 發片歌手大PK.擔任評審                                                 |
| 2013年11月30日    | 中視                       | 超級歌喉讚                     | 康康&黃嘉千、傅薇、陳隨意+邵大倫                              | 擔任關主演唱舊情綿綿.獲得滿分把關成功                                 |
| 2013年11月20日    | 三立都會台                 | 完全娛樂                       | 仕凌、懷秋、邵大倫、張文綺                                    |                                                                       |
| 2013年11月18日    | 三立都會台、東森綜合台     | 綜藝大熱門                     | 吳宗憲&歐漢聲、陳漢典、LULU、邵大倫、VICKY、夏克立            | 全台夜市之最特輯                                                      |
| 2013年11月16日    | 中視                       | 超級歌喉讚                     | 康康&黃嘉千、民雄、蔣卓嘉+林凡、曾治豪、卓義峯、段旭明        |                                                                       |
| 2013年11月9日     | 中視                       | 超級歌喉讚                     | 康康&黃嘉千、曾治豪、欣韻二重唱、邵大倫、蕭閎仁、昊恩         | 擔任關主演唱(搖滾版)暗淡的月.把關成功                                 |
| 2013年10月26日    | 三立台灣台                 | 超級夜總會                     | 澎恰恰&許效舜、陳雷、吳申梅、許富凱、張秀卿、邵大倫、吳淑敏   |                                                                       |
| 2013年10月26日    | 中視                       | 萬秀豬王                       | 豬哥亮&陳亞蘭、李翊君、邵大倫                                 | 萬秀大牌檔單元-與李翊君合唱雪中红+宣傳邵大倫2013真情專輯              |
| 2013年10月2６日   | 民視                       | 明日之星                       | 胡瓜&小鐘、符瓊音、林芯儀、許富凱、江惠儀、陳怡婷、曹雅雯     | 明日特輯交流賽                                                        |
| 2013年10月26日    | 超視綜合台                 | 臺灣原創流行音樂大獎原音演唱會 | 活力DJ阿娟、四分衛、黃子軒、達卡鬧+邵大倫、所有得獎者         |                                                                       |
| 2013年10月19日    | 中視                       | 超級歌喉讚                     | 康康&黃嘉千、謝宜君、周蕙、于立成、倪安東、方宥心             |                                                                       |
| 2013年10月12日    | 民視                       | 三星報囍                       | 余天&郭子乾&侯怡君、黃乙玲、邵大倫、鳳娘、朱海君              | 天后黃乙玲特輯                                                        |
| 2013年10月12日    | 中視                       | 超級歌喉讚                     | 康康&黃嘉千、伍浩哲、曾淑勤、邵大倫、金智娟、徐哲緯、汪佩蓉   | 廣播DJ來挑戰-特輯                                                     |
| 2013年10月5日     | 中視                       | 超級歌喉讚                     | 林俊逸&黃嘉千、鄭心慈、葉瑋庭、陳威全、符瓊音、劉明湘         | 擔任評審                                                              |
| 2013年9月28日     | 中視                       | 超級歌喉讚                     | 林俊逸&黃嘉千、林良歡、陽帆、葉秉桓、鄭心慈、吉巴奈&卓義峰    | 擔任評審                                                              |
| 2013年9月21日     | 中視                       | 超級歌喉讚                     | 林俊逸&黃嘉千、曹西平、張瀞云、黃中原、巫啟賢、王俊傑、Lara   | 擔任評審                                                              |
| 2013年9月14日     | 中視                       | 超級歌喉讚                     | 林俊逸&黃嘉千、梅東生、黃中原、官靈芝、方寧、黃靖倫、彭佳慧   | 擔任評審                                                              |
| 2013年9月14日     | 超視綜合台                 | 臺灣原創流行音樂大獎決賽精華   | 黃子佼&活力DJ阿娟、紀明陽、蘇通達、施人誠+施文彬、趙家駒      |                                                                       |
| 2013年8月31日     | 三立台灣台                 | 超級夜總會                     | 澎恰恰&許效舜、高勝美、李婭莎、邵大倫、                       |                                                                       |
| 2013年8月2日      | 三立都會台、東森綜合台     | 綜藝大熱門                     | 吳宗憲&歐漢聲、陳漢典、LULU、星瀚、林可、史都華、何方、林吟蔚 | 廣播DJ歌喉戰- 邵大倫獲得最高分DJ歌王稱號.評審為、包小松、昊恩、羅美玲 |
| 2013年0７月27日   | 中視                       | 超級歌喉讚                     | 康康&歐漢聲、徐懷鈺、吳申梅、黃明志、同恩、盧學叡             | 擔任評審                                                              |
| 2013年0７月20日   | 中視                       | 超級歌喉讚                     | 康康&歐漢聲、黃國倫、民雄、黃韻玲+王彙筑、汪蘇瀧、路嘉欣      | 擔任評審                                                              |
| 2013年0７月１３日 | 中視                       | 超級歌喉讚                     | 庾澄慶&眭澔平、方季韋、胡夏、金池、宇倫+丁曉雯、荒山亮        | 擔任評審                                                              |
| 2013年0７月１３日 | 中視                       | 萬秀豬王                       | 豬哥亮&陳亞蘭、李婭莎、邵大倫                                 | 與李婭莎合唱舊情也綿綿                                                |
| 2013年0７月１2日  | 中天綜合台                 | 康熙來了                       | 徐熙娣&蔡康永、陳漢典、吳仲強、林可、小潘、楊程鈞             | ＤＪ說話好聽，唱歌也好聽？                                            |
| 2013年0７月０６日 | 中視                       | 超級歌喉讚                     | 庾澄慶&阿吉仔、阿BEN、蔡閨、Lara、金池、光良                  | 擔任評審                                                              |
| 2013年7月６日     | 三立都會台東風衛視ＭＴＶ台 | 第２４屆金曲獎頒獎典禮轉播     | 陶晶瑩&第24屆金曲獎所有入圍者                                 |                                                                       |
| 2013年7月６日     | 民視                       | 明日之星                       | 胡瓜&小鐘、秀蘭瑪雅、邵大倫、許富凱、李婭莎、吳淑敏           |                                                                       |
| 2013年7月4日      | 三立都會台                 | MUSICＩＰＡＹ金曲特輯          | 黃子佼&謝銘祐、王俊傑、邵大倫、許富凱                         |                                                                       |
| 2013年6月29日     | 三立台灣台                 | 超級夜總會                     | 澎恰恰&許效舜、金佩珊、孟飛、羅時豐、張秀卿、邵大倫、吳淑敏   |                                                                       |
| 2013年6月29日     | 中視                       | 超級歌喉讚                     | 庾澄慶&陽帆、葉瑋庭、周定緯、蔡旻佑、李婭莎、陶喆             | 擔任評審                                                              |
| 2013年6月22日     | 中視                       | 超級歌喉讚                     | 庾澄慶&李愛綺、南方二重唱、吳亦帆、黃靖倫、蔡旻佑、李玟       | 擔任評審                                                              |
| 2013年6月15日     | 中視                       | 超級歌喉讚                     | 庾澄慶&施文彬、戴愛玲、楊培安、金智娟、趙之璧、潘裕文         | 擔任評審                                                              |
| 2013年6月8日      | 中視                       | 超級歌喉讚                     | 庾澄慶&孫協志、黃國倫、金智娟、李崗霖、楊培安、鄭心慈         | 擔任評審                                                              |
| 2013年6月2日      | 中天綜合台                 | 超級歌喉讚                     | 庾澄慶&洪便當、傅薇、陳思安、梁文音、劉明湘+袁惟仁、閻韋伶    | 擔任評審                                                              |
| 2013年6月1日      | 中視                       | 超級歌喉讚                     | 庾澄慶&洪便當、傅薇、陳思安、梁文音、劉明湘+袁惟仁、閻韋伶    | 擔任評審                                                              |
| 2013年5月26日     | 中天綜合台                 | 超級歌喉讚                     | 庾澄慶&張玉霞、小馬、鄭進一、林隆璇、高蕾雅、梁一貞           | 擔任評審                                                              |
| 2013年5月25日     | 中視                       | 超級歌喉讚                     | 庾澄慶&張玉霞、小馬、鄭進一、林隆璇、高蕾雅、梁一貞           | 擔任評審                                                              |
| 2013年5月19日     | 中視                       | 超級模王大道2                  | 歐漢聲&莎莎.邰智源、康康、黃嘉千、曲家瑞、模王2選手群         | 擔任踢館黑魔王 模仿蕭煌奇獲得29分高分,踢館成功                        |
| 2013年5月19日     | 中天綜合台                 | 超級歌喉讚                     | 庾澄慶&No Name、江得勝、錦繡二重唱、張魁、永邦、陳思涵        | 擔任評審                                                              |
| 2013年5月18日     | 中視                       | 超級歌喉讚                     | 庾澄慶&No Name、江得勝、錦繡二重唱、張魁、永邦、陳思涵        | 擔任評審                                                              |
| 2013年5月12日     | 中天綜合台                 | 超級歌喉讚                     | 庾澄慶&蕭敬騰.張心傑.張玉霞.民雄.阿吉仔.高慧君                | 擔任評審                                                              |
| 2013年5月11日     | 中視                       | 超級歌喉讚                     | 庾澄慶&蕭敬騰.張心傑.張玉霞.民雄.阿吉仔.高慧君                | 擔任評審                                                              |
| 2013年4月21日     | 中視                       | 超級模王大道2                  | 歐漢聲&莎莎.邰智源、康康、黃嘉千、曲家瑞.模王2選手群          | 與陳思安搭檔模王之聲                                                  |
| 2013年4月14日     | 中天綜合台                 | 超級歌喉讚                     | 庾澄慶&鄭進一.林育羣.卓義峯.小鍾.朱俐靜.陳勢安                | 擔任評審                                                              |
| 2013年4月13日     | 中視                       | 超級歌喉讚                     | 庾澄慶&鄭進一.林育羣.卓義峯.小鍾.朱俐靜.陳勢安                | 擔任評審                                                              |
| 2013年4月7日      | 中天綜合台                 | 超級歌喉讚                     | 庾澄慶&蕭煌奇.動力火車.陳盈潔.吳亦帆.張智成.關詩敏            | 擔任評審                                                              |
| 2013年4月6日      | 中視                       | 超級歌喉讚                     | 庾澄慶&蕭煌奇.動力火車.陳盈潔.吳亦帆.張智成.關詩敏            | 擔任評審                                                              |
| 2013年3月31日     | 中天綜合台                 | 超級歌喉讚                     | 庾澄慶&蕭煌奇.黃小琥.姚可傑.張智成                            | 擔任評審                                                              |
| 2013年3月30日     | 中視                       | 超級歌喉讚                     | 庾澄慶&蕭煌奇.黃小琥.姚可傑.張智成                            | 擔任評審                                                              |

## 配音作品
- 2018年 奧伯拉丁的回歸 遊戲配音
- 2017年 臺灣吧Taiwan-Bar動畫臺灣史 EP5.5『不是228的228事件 』臺語版旁白
- 2016年《卜吉地而居—金門傳統建築》紀錄片擔任中文旁白、導演梁皆得、配樂林強
- 2016年《圖文不符-你不知道的台灣名人動畫系列》『蔣渭水』臺語版旁白
- 2015年公共電視文化事業基金會《記錄觀點》蘋果的滋味擔任動畫配音、導演李惠仁
- 2015年《藤田村：阿里山百年林業起始點》紀錄片擔任中文旁白
- 2010年公共電視文化事業基金會歷史記錄片《皇帝的玩具箱》擔任台語旁白,國語旁白余光中,英文旁白馬修連恩,法文旁白William Mesguich/Alain Jaubert,日文旁白川合理惠 本田善彥
- 2003年 電影《海底總動員》中文配音
- 中華郵政郵局便利箱 廣告配唱
- NOKIA音樂任你選   廣告配唱
- 3M清潔魔布        廣告配音
- 華視莒光園地      電視配音
- 明星三缺一    遊戲配音
- 勁舞團3           遊戲配音
- 金明星ONLINE 廣告配音
- 親親蘆筍汁          廣告配音
- 鴻海集團富士康     電子書配音

## 舞台劇作品
- 求婚的蠢貨(音樂設計)
- 出妖與風精靈(音樂設計)
- 蕯勒姆的女巫(飾「哈桑」及主持開場

## 電視劇作品
- 2018年民視八點檔《幸福來了》飾 電台主持人(客串)

## 影音出版作品
- 大家來wiggle(豐華唱片發行)
- Wiggles的歡樂party(豐華唱片發行)
- Arthurd的烤蛋糕(豐華唱片發行)
- Lights,camera,action(巨圖發行)

## 歷年演出經歷
- 二O一八 總統府原創音樂會 演唱
- 第五十一屆金鐘獎 廣播金鐘獎頒獎典禮 開場演唱 -廣播人好聲音
- 第四十九屆金鐘獎 廣播金鐘獎頒獎典禮 文夏&洪敬堯&邵大倫
- 第四十八屆金鐘獎 廣播金鐘獎頒獎典禮 脫口秀表演-阿郭之聲<VS郭子乾.品冠.袁艾菲.邵大倫>
- 第四十六屆金鐘獎 金鐘禮讚 主持
- 2015 陽岱鋼台日球迷見面會 主持
- 2015 台北國際婦幼展 主持
- 2014 澎湖跨年晚會 演唱
- 2013 日月潭跨年晚會 主持
- 2018 06.09 陽光基金會第四屆陽光歌手歌唱比賽 評審
- 2018 05.23 全國青少年台語才藝總決賽 主持
- 2018 05.18 洪榮宏"人生車站"專輯發片記者會 主持
- 2018 05.13 2018總統府母親節原創音樂會 演唱
- 2018 04.13 教2018藝美獎頒獎典禮 頒獎人
- 2018 03.18 教育部閩客語文學獎頒獎典禮 主持
- 2018 03.03 台灣銀行關eye導盲犬園遊會 主持
- 2018 02.13 文曄集團尾牙台大體育館演唱會 演唱
- 2017 12.23 新竹市聖誕晚會  主持
- 2017 11.19 陽信銀行60周年演唱會  主持
- 2017 11.11 明緯企業 國父紀念館演唱會  主持
- 2017 11.09 蔡秋鳳"走不知路"專輯發表記者會 主持
- 2017 09.01 內政部宗教團體表揚大會 主持
- 2017 08.16 台北市政府公共工程卓越獎頒獎典禮 主持
- 2017 07.24 台南蓮心園社會福利基金會公益募款餐會 演唱
- 2017 07.15 陽光基金會陽光歌手歌唱大賽 評審
- 2017 07.06 第28屆傳藝金曲獎入圍公佈記者會 主持
- 2017 05.23 基隆梓桑文化祭 演唱
- 2017 04.19 海大王餐廳秀 演唱
- 2017 03.27 苗栗白沙屯媽祖聖母會回鑾晚會 演唱
- 2017 03.11 東海大學湛藍月系列講唱會 演唱
- 2016 12.24 新光銀行希望無限與光同行聖誕公益演唱會 演唱
- 2016 12.17 明緯企業公益演唱會主持
- 2016 11.12 黃昭堂紀念音樂會 演唱
- 2016 10.02 台灣月琴民謠祭閉幕音樂會 主持
- 2016 10.01 第51屆廣播金鐘獎頒獎典禮 演唱
- 2016 07.31 英國鉬元素經典金曲之夜 演唱
- 2016 06.03 台灣師範大學70週年校慶 演唱
- 2016 05.21 寶島出狀元青少年台語才藝全國選拔總決賽 主持
- 2016 04.29 新港奉天宮媽祖平安宴晚會 主持
- 2016 03.18 閩客文學獎頒獎典禮 主持
- 2016 02.03 教育部本土語言傑出貢獻獎頒獎典禮 主持
- 2016 01.31 英國華盛頓汽車物聯網旺年會 主持
- 2016 01.09 New power party演唱會 主持
- 2015 12.12 風華絕代 台北留聲機走唱台北音樂會 演唱
- 2015 12.05 陽岱剛台日球迷見面會 主持
- 2015 11.28 明緯企業公益演唱會 主持
- 2015 10.18 嘉義番路柿子節活動 演唱
- 2015 10.11 台北國際嬰兒及孕媽咪用品展主持
- 2015 09.13 新北市幸福列有機音樂會 演唱
- 2015 09.05 台灣月琴民謠祭開幕記者會主持
- 2015 08.23 台南心中有愛生活無礙演唱會 演唱
- 2015 06.13 幸福台灣音樂會 演唱
- 2015 04.25 福智幸福列車有機蔬活音樂會 演唱
- 2015 04.11 正聲我為你歌唱演唱會    演唱
- 2015 03.04 台南鹽水蜂炮  演唱
- 2015 03.03 晴天廣告春酒  演唱
- 2015 02.12 創世基金會寒士吃飽活動  演唱
- 2015 02.05 驊陞科技25週年旺年會    演唱
- 2015 01.25 苗栗公館客家福菜文化節  演唱
- 2014 12.18 第十九屆金門縣運選手之夜   演唱
- 2014 12.11 柯以敏新專輯關心演唱會 主持
- 2014 11.22 擁愛傳情公益演唱會 演唱
- 2014 10.26 恩主公醫院家庭日 主持
- 2014 10.19 二0一四廣播金鐘獎頒獎典禮 演唱
- 2014 09.20 二0一四台中希望音樂會 演唱
- 2014 09.15 萊麗美容三十週年年會 晚會主持
- 2014 09.06 台北故事館「婚紗的故事特展」開幕記者會 演唱
- 2014 08.31 台灣人四百年史 向史明致敬簽書會 演唱
- 2014 08.30 2014台灣月琴民謠祭開幕記者會 主持
- 2014 08.29 大甲夜市中秋晚會 演唱
- 2014 08.16 詩響起.俊傑.鋼琴.台灣歌演唱會 嘉賓演唱
- 2014 08.02 吳勇濱演唱會 主持
- 2014 07.26 桃園中壢藝術館
- 2014 05.25 2014全球閩南語歌曲創作演唱大賽 海選 評審
- 2014 05.24 2014寶島出狀元全國青少年台語才藝選拔賽 主持
- 2014 04.26 高雄藏愛音樂節 演唱
- 2014 04.12 女巫店-地靈倫傑說唱絃談
- 2014 03.05 政大金旋獎-母語創作講唱會
- 2014 02.13 晴天廣告 春酒演唱
- 2014 02.11 雲林縣政府春酒晚會 演唱
- 2014 01.24 永豐餘集團 尾牙演唱
- 2014 01.13 昀真建設公司 尾牙演唱
- 2013 國際兒童月-玩具復活節 公益代言
- 2013 12.24 世新大學第九屆才藝大賞-評審
- 2013 12.05 自由的笑聲-台鐵演藝廳-黃昭堂逝世周年紀念音樂會演唱
- 2013 11.30 嘉義太保市玉皇宮-演唱
- 2013 11.30 全國藝陣強強盃陣頭大賽(屏東東隆宮)
- 2013 10.20 恩主公醫院家庭日 活動主持
- 2013 10.19 苗栗五榖豐登嘉年華晚會 演唱
- 2013 10.18 第四十八屆金鐘獎 廣播金鐘獎頒獎典禮 短劇脫口秀表演
- 2013 10.13 松山-道後温泉 祈福機械鐘 記者會暨特色遊行活動 主持
- 2013 10.12 台南鹿耳門聖母廟100週年祭 演唱
- 2013 10.05 詠愛傳臻情-國父紀念館正聲63周年慈善演唱會
- 2013 09.29 台灣月琴民謠祭暨閉幕式薪傳音樂會  主持
- 2013 09.28 TVBS 20週年台慶活動 主持
- 2013 09.28 台灣原創流行音樂大獎原音重現演唱會 演唱
- 2013 09.17 第四十八屆廣播金鐘獎 金鐘禮讚 演唱
- 2013 08.31 2013台灣月琴民謠祭 開幕記者會  主持
- 2013 08.10 星展銀行社會企業家庭日活動  演唱
- 2013 07.27 2013基隆鎖管季  演唱
- 2013 07.14 林口民歌金曲演唱會  演唱
- 2013 07.07 台灣良品節-高雄草地音樂會 演唱
- 2013 06.23 2013苗栗造橋南瓜節 活動演唱
- 2013 05.25 台北中山堂-周成過台灣 楊秀卿說唱藝術團公演  主持
- 2013 05.11 創世基金會-家倍圓滿-慈善公益園遊會演唱
- 2013 04.22 2013苗栗桐花婚禮 代言人
- 2013 04.18 白沙屯媽祖文化季-起駕晚會 演唱
- 2013 04.13 幸福佇這找,王俊傑與他的朋友-演唱會嘉賓 演唱
- 2013 04.01 正聲廣播63週年活動 演唱
- 2013 03.11 愛我們的土地 唱我們的歌 福島核災兩週年紀念音樂會
- 2013 02.14 臺北霞海城隍廟月老出巡牽紅線 情人節活動 演唱
- 2013 01.26 高雄藏愛音樂節經典歌曲演唱會 演唱
- 100年台灣原創流行音樂大獎 演唱
- 2012 大甲國際媽祖觀光文化節-媽祖之光暨起駕宴晚會 演唱
- 2012 暖冬饗宴補冬 林安泰古厝台灣民謠之夜 主持及演唱
- 2012 李翊君 Funky 演唱會嘉賓 演唱
- 2012 雲林布袋戲館金曲之夜 主持及演唱
- 2012 台中市第一屆大甲街舞大賽 演唱
- 2012 幸福置叨找土地新歌搖之夜 主持
- 2012 大同區中秋金曲晚會 演唱
- 2012 台灣月琴民謠祭 主持
- 2012 創世基金會 愛在基隆 慈善演唱會 主持
- 2012 台北市自閉兒協會 閃亮之星歌唱大賽 主持
- 2012 三義龍慶端午龍舟錦標賽  演唱
- 2012苗栗客家紅棗文化節 演唱
- 2012有土詩有才王俊傑與魔鏡樂團土地新歌謠之夜 主持及演唱
- 2012基隆市新春捐血活動 公益大使
- 2012苗栗龍舟錦標賽 活動演唱
- 2012苗栗客家桐花祭 演唱表演
- 2012創世基金會-愛在基隆慈善募款 活動主持
- 2012 三義龍慶端午龍舟錦標賽  演唱
- 2012 雲林金曲暨傳統藝術演唱會 演唱
- 2012 人本教育基金會 愛心募款活動 演唱
- 2011 高雄燈會 演唱
- 2011 台灣月琴民謠祭 活動主持
- 2011 詹雅雯 真愛100慈善演唱會台南場 演唱嘉賓
- 2011 董事長樂團 喜新戀舊演唱會 演唱嘉賓
- 2011 八大森林遊樂園區新春巨星獻藝  演唱
- 2011 苗栗通宵音樂嘉年華 演唱
- 2011 台灣漁會全國推廣暨頒獎晚會 -活動主持
- 2011 日正食品企業35週年 春酒-活動演唱
- 2010中國莿桐之聲五周年台慶-演唱表演
- 2010中國泉州人民廣播電台上海曼聯之夜-演唱表演
- 2010 許亞芬歌仔戲 未生怨 宣傳活動 -專訪 許亞芬
- 2010 台北愛樂 雙城戀曲 經典老歌音樂劇場- 專訪 羅美玲
- 2010 渭水春風 台灣音樂劇三部曲 宣傳活動 -專訪 殷正洋
- 2010創世基金會愛心園遊會 -主持人
- 2010視障歌手朱萬花藝文演唱會-演唱嘉賓
- 2010正聲廣播電台全國閃亮之星-歌唱比賽 –全國冠軍
- 2010海峽兩岸閩南語歌唱大賽-台灣區冠軍
- 2010 Side Talk 台灣上線記者會  演唱表演
- 2010用心看世界 慈善演唱會  主持專訪戴愛玲
- 2010城裡的月光 中秋晩會 活動主持
- 2010國稅局租稅金曲演唱會 活動主持 專訪蕭煌奇
- 2009永慶房屋上線記者會 主持 專訪 海角七號 茂伯.馬念先
- 2009-2010創世基金會基隆園區老歌群星演唱會 主持 專訪洪一峰
- 2009 葉俊麟逝世十週年金肢遇葉慈善晚會 主持專訪鄭日清.紀露霞
- 2009台北山城影視節  記者會主持
- 2009翡翠灣夏日樂園開唱 演唱表演
- 2008 陳明章新音樂文學慈善演唱會 主持
- 2008 視障歌手王俊傑 有話對你說演唱會 主持
- 2008-2010日正食品企業年度尾牙 主持
- MTV新聲卡位戰團體組校園巡迴演唱

## 外部連結
- 邵大倫粉絲團 （页面存档备份，存于）
- 邵大倫Streetvoice[永久]
- 邵大倫新浪微博 （页面存档备份，存于）
- Taiwan wiggles 網頁 （页面存档备份，存于）
- 邵聲響起-松山家商人物專題研究網頁[永久]